# Oscar za najbolju originalnu pjesmu
Oscar za najbolju originalnu pjesmu (engl. Academy Award for Best Original Song) jedna je od nagrada Akademije. Nominacije sastavljaju tekstopisci i skladatelji, a pobjednika proglašava cijelo članstvo Akademije. Pobjednik je autor, a ne izvođači pjesama. Također, u izboru mogu sudjelovati samo originalne pjesme.
Nagrada je prvi put dodijeljena 1935. godine za prethodnu godinu.
Pjesma mora bit originalna i napisana posebno za film. Pjesme koje postanu popularne prije filma ne mogu se kvalificirati za izbor.
Ako je film adaptacija prethodno produciranog mjuzikla, nijedna pjesma iz mjuzikla automatski ne može biti kvalifcirana za izbor. Iz ovog razloga novije filmske adaptacije mjuzikla obično sadrže i nove pjesme, kojih nije bilo u mjuziklu.
Nominirane pjesme se izvode na svečanoj dodjeli Oscara. Obično ih izvode isti izvođači koji su ih izvodili u filmu, iako to nije pravilo.
Ovo je lista pobjednika Oscara za najbolju originalnu pjesmu, američke nagrade Oscar za najbolju napisanu pjesmu.

## 1930-e
- 1934. - "The Continental" iz filma Continental
- 1935. - "Lullaby of Broadway" iz filma Gold Diggers of 1935
- 1936. - "The Way You Look Tonight" iz filma Swing Time
- 1937. - "Sweet Leilani" iz filma Waikiki Wedding
- 1938. - "Thanks for the Memory" iz filma The Big Broadcast
- 1939. - "Over the Rainbow" iz filma Čarobnjak iz Oza

## 1940-e
- 1940. - "When You Wish upon a Star" iz filma Pinokio
- 1941. - "The Last Time That I Saw Paris" iz filma Lady Be Good
- 1942. - "White Christmas" iz filma Holiday Inn
- 1943. - "You'll Never Know" iz filma Hello, Frisco, Hello
- 1944. - "Swinging on a Star" iz filma Going My Way
- 1945. - "It Might As Well Be Spring" iz filma State Fair
- 1946. - "On the Atchison, Topeka and the Santa Fe" iz filma Harvey Girls
- 1947. - "Zip-a-Dee-Doo-Dah" iz filma Song of the South
- 1948. - "Buttons and Bows" iz filma The Paleface
- 1949. - "Baby, It's Cold Outside" iz filma Neptune's Daughter

## 1950-e
- 1950. - "Mona Lisa" iz filma Captain Carey, U. S. A.
- 1951. - "In the Cool, Cool, Cool of the Evening" iz filma Here Comes the Groom
- 1952. - "High Noon (Do Not Forsake Me, Oh My Darlin')" iz filma Točno u podne
- 1953. - "Secret Love" iz filma Calamity Jane
- 1954. - "Three Coins in the Fountain" iz filma Three Coins in the Fountain
- 1955. - "Love Is a Many-Splendored Thing" iz filma Love Is a Many-Splendored Thing
- 1956. - "Whatever Will Be, Will Be (Qué Será, Será)" iz filma Čovjek koji je 
previše znao
- 1957. - "All the Way" iz filma The Joker is Wild
- 1958. - "Gigi" iz filma Gigi
- 1959. - "High Hopes" iz filma A Hole in the Head

## 1960-et
- 1960. - "Never on Sunday" iz filma Never on Sunday
- 1961. - "Moon River" iz filma Doručak kod Tiffanyja
- 1962. - "Days of Wine and Roses" iz filma Days of Wine and Rose
- 1963. - "Call Me Irresponsible" iz filma Papa's Delicate Condition
- 1964. - "Chim Chim Cher-ee" iz filma Poppins
- 1965. - "The Shadow of Your Smile" iz filma The Sandpiper
- 1966. - "Born Free" iz filma Born Free
- 1967. - "Talk to the Animals" iz filma Doctor Dolittle
- 1968. - "Windmills of Your Mind" iz filma The Thomas Crown Affair
- 1969. - "Raindrops Keep Fallin' on My Head" iz filma Butch Cassidy i Sundance Kid

## 1970-e
- 1970. - "For All We Know" iz filma Lovers and Other Strangers
- 1971. - "Theme from Shaft" iz filma Shaft
- 1972. - "The Morning After" iz filma SOS Poseidon
- 1973. - "The Way We Were" iz filma The Way We Were
- 1974. - "We May Never Love Like This Again" iz filma The Towering Inferno
- 1975. - "I'm Easy" iz filma Nashville
- 1976. - "Evergreen (Love Theme from A Star Is Born)" iz filma A Star Is Born
- 1977. - "You Light Up My Life" iz filma You Light Up My Life
- 1978. - "Last Dance" iz filma Thank God It's Friday
- 1979. - "It Goes Like It Goes" iz filma Norma Rae

## 1980-e
- 1980. - "A Little Romance - Georges Delerue" iz filma A Little Romance
- 1981. - "Arthur's Theme (Best That You Can Do)" iz filma Arthur
- 1982. - "Up Where We Belong" iz filma Časnik i gospodin
- 1983. - "Flashdance... What a Feeling" iz filma Flashdance
- 1984. - "I Just Called to Say I Love You" iz filma The Woman in Red
- 1985. - "Say You, Say Me" iz filma White Nights
- 1986. - "Take My Breath Away" iz filma Top Gun
- 1987. - "(I've Had) The Time of My Life" iz filma Prljavi ples (napisao Franke Previte)
- 1988. - "Let the River Run" iz filma Working Girl
- 1989. - "Under the Sea" iz filma Mala sirena

## 1990-e
- 1990. - "Sooner or Later (I Always Get My Man)" iz filma Dick Tracy (Tekst i glazba Stephen Sondheim)
- 1991. - "Beauty and the Beast" iz filma Ljepotica i zvijer (Glazba Alan Menken i tekst Howard Ashman)
- 1992. - "A Whole New World" iz filma Aladdin (Glazba Alan Menken i tekst Tim Rice)
- 1993. - "Streets of Philadelphia" iz filma Philadelphia (Tekst i glazba Bruce Springsteen)
- 1994. - "Can You Feel the Love Tonight" iz filma Kralj lavova (Glazba Elton John i tekst Tim Rice)
- 1995. - "Colors of the Wind" iz filma Pocahontas (Glazba Alan Menken i tekst Stephen Schwartz)
- 1996. - "You Must Love Me" iz filma Evita (Glazba Andrew Lloyd Webber i tekst Tim Rice)
- 1997. - "My Heart Will Go On" iz filma Titanic (Glazba James Horner i tekst Will Jennings)
- 1998. - "When You Believe" iz filma Princ od Egipta (Tekst i glazba Stephen Schwartz)
- 1999. - "You'll Be in My Heart" iz filma Tarzan (Tekst i glazba Phil Collins)

## 2000-e
- 2000. - "Things Have Changed" iz filma Wonder Boys
- 2001. - "If I Didn't Have You" iz filma Čudovišta iz ormara (Prvi Oscar za Randya Newmana poslije 16 nominacija)
- 2002. - "Lose Yourself" iz filma 8 Mile (Izvedena za vrijeme dodjele Oscara - Eminem nije sudjelovao na ceremoniji)
- 2003. - "Into the West" iz filma Gospodar prstenova: Povratak kralja
- 2004. - "Al Otro Lado del Río" iz filma Diarios de motocicleta (Prvi put pobjeđuje jedna ne-engleska pjesma)
- 2005. - "It's Hard Out Here for a Pimp" iz filma Hustle & Flow
- 2006. - "I Need to Wake Up" iz filma Neugodna istina (Tekst i glazba Melissa Etheridge)
- 2007. -  "Falling Slowly" iz filma Once (Tekst i glazba Glen Hansard i Markéta Irglová)
- 2008. -  "Jai Ho" iz filma Milijunaš s ulice (Tekst i glazba Gulzar i A. R. Rahman)
- 2009. -  "The Weary Kind (Theme from Crazy Heart)" iz filma Crazy Heart (Tekst i glazba Ryan Bingham i T Bone Burnett

## 2010-e
- 2010. - "We Belong Together" iz filma Toy Story 3 (Tekst i glazba Randy Newman)
- 2011. - "Man or Muppet" iz filma The Muppets  (Tekst i glazba Bret McKenzie)
- 2012. - "Skyfall" iz filma Skyfall  (Tekst i glazba Adele i Paul Epworth)
- 2013. - "Let It Go" iz filma Snježno kraljevstvo (Tekst i glazba Kristen Anderson-Lopez & Robert Lopez)
- 2014. - "Glory" iz filma Selma  (Tekst i glazba Common & John Legend)
- 2015. - "Writing's on the Wall" iz filma Spectre (Tekst i glazba Jimmy Napes & Sam Smith)
- 2016. - "City of Stars" iz filma La la Land (Tekst i glazba Justin Hurwitz, Benj Pasek & Justin Paul)
- 2017. - "Remember Me" iz filma Coco (Tekst i glazba Kristen Anderson-Lopez & Robert Lopez)
- 2018. - "Shallow" iz filma Zvijezda je rođena (Tekst i glazba Lady Gaga, Mark Ronson, Anthony Rossomando & Andrew Wyatt)
- 2019. - "(I'm Gonna) Love Me Again" iz filma Rocketman (Tekst i glazba Elton John; Bernie Taupin)

## 2020-e
- 2020. - "Fight for You" iz filma Juda i crni mesija (Tekst i glazba D'Mile, H.E.R. & Tiara Thomas)
- 2021. - "No Time to Die" iz filma Za smrt nema vremena (Tekst i glazba Billie Eilish & Finneas O'Connell)
- 2022. - "Naatu Naatu" iz filma RRR (Tekst i glazba M. M. Keeravani i Chandrabose)
- 2023. - "What Was I Made For?" iz filma Barbie (Tekst i glazba Billie Eilish & Finneas O'Connell)

## Najviše dobivenih Oscara za najbolju pjesmu
U zagradi je broj nominacija.
- 4 : Sammy Cahn (26)
- 4 : Alan Menken (10)
- 4 : Johnny Mercer (18)
- 4 : James Van Heusen (14)
- 3 : Ray Evans (7)
- 3 : Jay Livingston (7)
- 3 : Tim Rice (5)
- 3 : Harry Warren (11)
- 3 : Paul Francis Webster (16)
- 2 : Howard Ashman (7)
- 2 : Burt Bacharach (5)
- 2 : Alan Bergman (15)
- 2 : Marilyn Bergman (15)
- 2 : Sammy Fain (10)
- 2 : Oscar Hammerstein II. (5)
- 2 : Joel Hirschhorn (3)
- 2 : Will Jennings (3)
- 2 : Al Kasha (3)
- 2 : Jerome Kern (7)
- 2 : Henry Mancini (11)
- 2 : Stephen Schwartz (5)
- 2 : Giorgio Moroder (2)
- 2 : Ned Washington (11)

## Vanjske poveznice
- The Official Acadademy Awards® Database